# Klaus Faiß
Klaus Faiß (* 10. Juni 1940 in Plochingen; † 20. Januar 2016) war ein deutscher Anglist, Sprachwissenschaftler und Hochschullehrer.

## Leben und Wirken
Klaus Faiß studierte nach seiner Reifeprüfung 1959 in Nürtingen Anglistik und Romanistik an der Eberhard Karls Universität Tübingen. Zwischen 1960 und 1962 folgten Studienaufenthalte an der Université d’Aix-Marseille und der University of Cambridge. Nach dem ersten Staatsexamen für den höheren Schuldienst 1964 promovierte er dort 1967 bei Friedrich Schubel mit einer sprachwissenschaftlichen Arbeit aus dem Bereich der Anglistik. Ab 1967 war er an dieser Universität als wissenschaftlicher Assistent bzw. Akademischer Rat (ab 1970) tätig. Im Jahre 1973 wurde er nach seiner Habilitation in Tübingen Wissenschaftlicher Rat und Professor an der Ruhr-Universität Bochum. 1976 übernahm er einen Lehrstuhl für Englische Philologie an der Universität Mainz. 2006 wurde er emeritiert.
Schwerpunkt der Veröffentlichungen von Klaus Faiß ist die englische Sprachgeschichte.

## Veröffentlichungen (Auswahl)
- "Gnade" bei Cynewulf und seiner Schule. Semasiologisch-onomasiologische Studien zu einem semantischen Feld (= Studien zur englischen Philologie, N.F., Bd. 12). Niemeyer, Tübingen 1967 (= Dissertation Universität Tübingen).
- Gnade und seine Kontexte in der altenglischen Genesis. Ein Beitrag zum Problem in der altenglischen Dichtersprache. In: Linguistics, Bd. 56 (1970), S. 5–30.
- Aspekte der englischen Sprachgeschichte (= Tübinger Beiträge zur Linguistik, Bd. 71). Narr, Tübingen 1977, ISBN 3-87808-071-9.
- Verdunkelte Compounds im Englischen. Ein Beitrag zu Theorie und Praxis der Wortbildung (= Tübinger Beiträge zur Linguistik, Bd. 104). Narr, Tübingen 1978, ISBN 3-87808-104-9.
- Englische Sprachgeschichte (= UTB für Wissenschaft. Große Reihe). Francke, Tübingen 1989, ISBN 3-7720-1757-6.
- English historical morphology and word-formation. Loss versus enrichment. Wiss. Verlag Trier, Trier 1992, ISBN 3-88476-052-1.
- (mit Helmut Humbach): Zarathushtra and his antagonists. A sociolinguistic study with English and German translations of his Gāthās. Reichert, Wiesbaden 2010, ISBN 978-3-89500-768-2.
- (mit Helmut Humbach): Herodotus' Scythians and Ptolemy's Central Asia. Semasiological and onomasiological studies. Reichert, Wiesbaden 2012, ISBN 978-3-89500-887-0.

Außerdem zahlreiche Aufsätze in Fachzeitschriften und Sammelbänden.
Festschrift
- Petr Rösel (Hrsg.): English in space and time. Forschungsbericht zu Ehren von Klaus Faiß (= Fokus, Bd. 31). Wiss. Verlag Trier, Trier 2006, ISBN 3-88476-816-6 (Bibliographie Klaus Faiß S. 340ff.).